# Цзыгун
Цзыгу́н (кит. упр. 自贡, пиньинь Zìgòng) — городской округ в провинции Сычуань КНР. Название образовано из первых иероглифов названий посёлков Цзылюцзин и Гунцзин.

## История
В годы войны с Японией для улучшения эффективности и расширения производства соли 5-й район уезда Фушунь и участки соледобычи 2-го района уезда Жунсянь были в 1939 году объединены в город Цзыгун. В 1952 году он перешёл в непосредственное подчинение правительству провинции Сычуань. В 1979 году под юрисдикцию Цзыгуна из состава округа Нэйцзян (内江地区) был передан уезд Жунсянь. В 1983 году под юрисдикцию городского округа Цзыгун из состава округа Ибинь (宜宾地区) был передан уезд Фушунь.

## Административно-территориальная деление
Городской округ Цзыгун делится на 4 района, 2 уезда:
| Карта | Карта  | Карта     | Карта     | Карта        | Карта         | Карта            | Карта                      |
| ----- | ------ | --------- | --------- | ------------ | ------------- | ---------------- | -------------------------- |
|       |        |           |           |              |               |                  |                            |
| #     | Статус | Название  | Иероглифы | Пиньинь      | Площадь (км²) | Население (2010) | Плотность населения (/км²) |
| 1     | Район  | Цзылюцзин | 自流井区  | Zìliújǐng qū | 153           | 346 401          | 2264                       |
| 2     | Район  | Даань     | 大安区    | Dà'ān qū     | 400           | 382 245          | 956                        |
| 3     | Район  | Гунцзин   | 贡井区    | Gòngjǐng qū  | 418           | 260 607          | 623                        |
| 4     | Район  | Яньтань   | 沿滩区    | Yántān qū    | 469           | 272 809          | 582                        |
| 5     | Уезд   | Жунсянь   | 荣县      | Róng xiàn    | 1598          | 590 640          | 370                        |
| 6     | Уезд   | Фушунь    | 富顺县    | Fùshùn xiàn  | 1333          | 826 196          | 620                        |

## Экономика

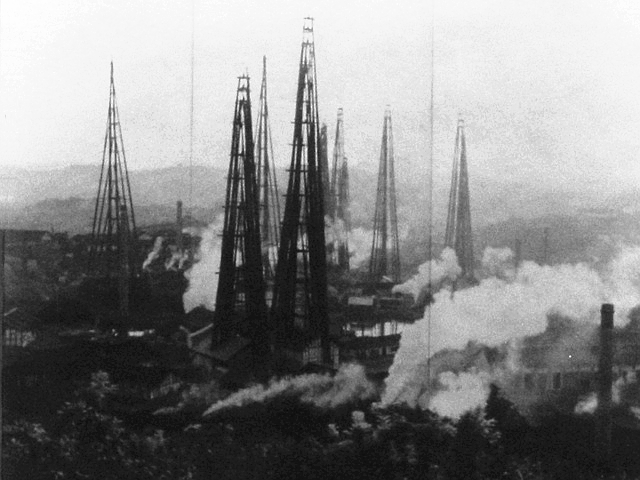
Соляные вышки

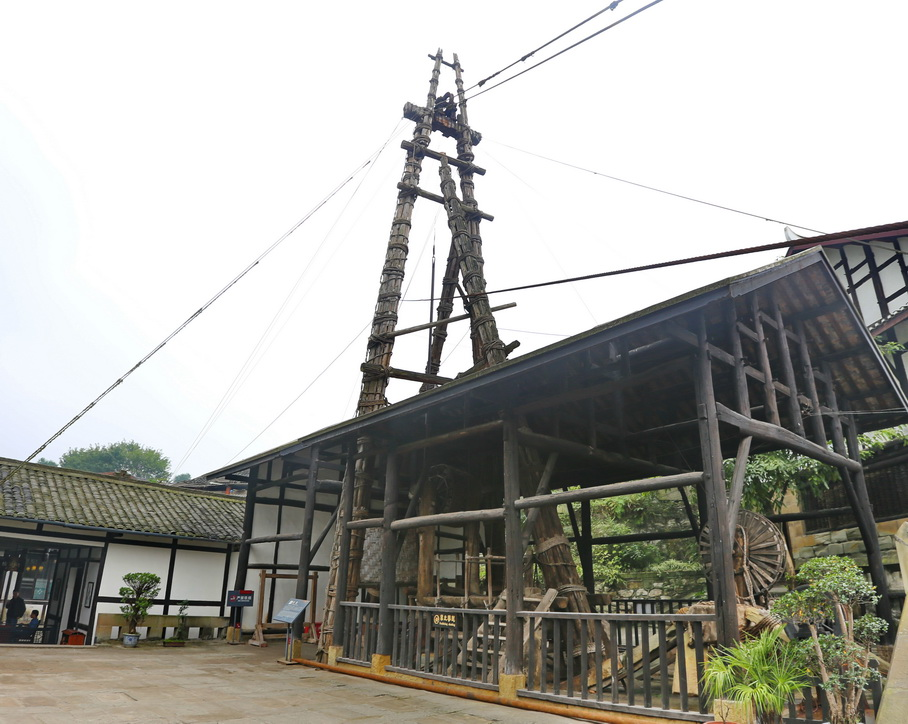
Одна из соляных вышек

Цзыгун является центром добычи соли в Китае. Веками здесь разрабатывали соляные артезианские источники. Колодец Синьхай располагался восточнее центра города и по состоянию на 1835 год являлся глубочайшим в мире (его глубина составляла 1001 метр). Китайские технологии бурения скважин, основанные преимущественно на применении бамбука и железных буров, в середине XIX века были заимствованы европейцами и позднее приспособлены под разработку нефтяных месторождений. До 1960-х годов Цзыгун был заполонён бамбуковыми трубопроводами и деревянными вышками высотой до 100 метров.
В Цзыгуне базируются производитель сварочных материалов Atlantic China Welding Consumables, производители энергетического оборудования China Western Power Industrial и Dongfang Boiler Group, пищевые компании Sichuan Jitailong Food Group, Zigong Juhua Meat Food, Zigong Xinxinyuan Food и Zigong Lianda Meat Food, табачная фабрика Sichuan Tobacco Company, химическая компания Sichuan Jiuda Salt Group, машиностроительные компании Sichuan Daxiyang Group и Zigong Conveying Machine Group.
В 2024 году в Цзыгуне была введена в эксплуатацию промышленная база по производству беспилотных летательных аппаратов компании Chengdu Aircraft Industry Group.

## Транспорт
Город обслуживает аэропорт Цзыгун Фэнмин. Ведётся строительство высокоскоростной железнодорожной линии Чэнду — Цзыгун.

## Культура
В Цзыгуне регулярно проводится Международный фестиваль фонарей.

## Достопримечательности
- Музей соли
- Музей динозавров